# 에드거 앨런 울프

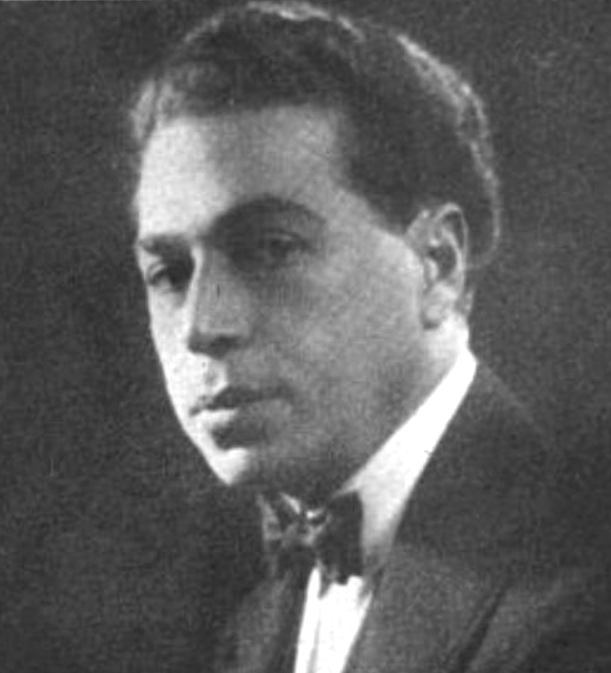

에드거 앨런 울프(Edgar Allan Woolf, 1881년 4월 25일, 뉴욕주 뉴욕 시 ~ 1943년 12월 9일, 캘리포니아주 LA)는 미국의 극작가, 시나리오 작가다. 오즈의 마법사의 각본을 맡은 것으로 유명하다.